# Erika Anear
Erika Anear ou Erika Damsbo (née le 30 mai 1978 à Hobart en Australie) est une archère australienne puis danoise. Elle est mariée à l'archer danois Martin Damsbo.

## Biographie
Anear commence le tir à l'arc en 1989. En 1995, elle participe à ses premières compétitions internationales. Durant ses premières années, elle porte les couleurs australiennes dans les compétitions internationales. En 2015, alors qu'elle porte désormais les couleurs du Danemark, elle remporte sa première étape de la coupe du monde lors de la finale de l'épreuve par équipe mixte à Mexico qu'elle remporte en compagnie de Stephan Hansen en battant le duo mexicain formé de Linda Ochoa-Anderson et Mario Cardoso. En 2016, elle remporte son premier championnat du monde en remportant l'or à l'épreuve par équipe femme aux championnats du monde en salle 2016. Elle remporte son premier podium européen en 2017 alors qu'elle remporte l'or à l'épreuve par équipe femme.

## Palmarès
- Championnats du monde en salle[4]
  -  Médaille d'or à l'épreuve par équipe femme aux championnats du monde en salle 2016 à Ankara (avec Tanja Jensen et Sarah Holst Sonnichsen).

- Coupe du monde[4]
  -  Coupe du monde à l'épreuve par équipe mixte à la coupe du monde 2015 à Mexico.
  -  Médaille d'or à l'épreuve par équipe femme à la coupe du monde 2016 de Shanghai.
  -  Médaille d'argent à l'épreuve par équipe femme à la coupe du monde 2017 de Shanghai.
  -  Médaille d'or à l'épreuve par équipe femme à la coupe du monde 2017 de Antalya.
  -  Médaille de bronze à l'épreuve par équipe femme à la coupe du monde 2017 de Berlin.

- Championnats d'Europe en salle[4]
  -  Médaille d'or à l'épreuve par équipe femme aux championnats d'Europe en salle de 2017 de Vittel.